# 维捷布斯克农村居民点
维捷布斯克农村居民点（俄语：Витебское сельское поселение）是俄罗斯联邦沃罗涅日州波德戈连斯基区所属的一个农村居民点。其下辖有6个居民点，行政中心为维捷布斯克。据2016年统计，该农村居民点的人口为623人。